# Animaniacs: Ten Pin Alley
Animaniacs: Ten Pin Alley — компьютерная игра, выпущенная для PlayStation в 1998 году. Она основана на игре 1996 года Ten Pin Alley и, в свою очередь, мультсериале «Озорные анимашки». Игру планировалось выпустить на Nintendo 64, но она была отменена из-за ограничений кэша текстур приставки.

## Роли озвучивали
- Роб Полсен — Якко Уорнер, Пинки, доктор Шмыг-Царап
- Джесс Харнелл — Вакко Уорнер
- Тресс МакНил — Дот Уорнер, Привет Сестра
- Морис Ламарш — Брейн, Сквит
- Джон Мариано — Бобби
- Чик Веннера — Песто, Крёстный гуль
- Фрэнк Уэлкер — охранник Ральф, Тадеуш Плотс
- Нэнси Картрайт — Минди

## Геймплей
Во вступительном ролике в водонапорную башню Уорнерам доставляется приглашение, в котором говорится, что они приглашены поиграть в боулинг, и что это будет в 3D. Они принимают приглашение и тут же выпрыгивают из водонапорной башни. Пока Уорнеры бегут, они превращаются в 3D-персонажей. Затем показана сцена, где Пинки и Брейн только что из газеты узнали о турнире по боулингу. Тем не менее, Брейн снова считает, что благодаря боулингу возможно захватить мира. Затем Пинки смеётся от удовольствия и начинает вокруг себя крутиться.
В Animaniacs: Ten Pin Alley есть три уровня, из которых игрок может выбирать. Игрок также может выбирать стиль подсчёта очков, переулок и тип игры. Выбранного персонажа также можно настроить по внешнему виду, весу мяча и покрытию мяча. Также можно выбрать, будут ли на полосе бамперы или нет. Если какой-либо из персонажей правильно подаст мяч, он будет обладать особыми способностями.
Если игрок решает сыграть в режиме турнира, ему придётся победить каждого соперника, чтобы перейти в следующий раунд, иначе персонажу грозит выбывание. По пути проигрываются различные кат-сцены, в которых Брейн создаёт гипнотический шар для боулинга, а Крутые сизари планируют сделать ставку на победителя и совершить убийство.

Если игрок выигрывает, то персонаж получает трофей. Если же выигрывает Брейн, то его план состоит в том, чтобы Пинки достал мяч, чтобы всех загипнотизировать. Однако Пинки отлил его бронзой на память о победе, что фактически сорвало сюжет. Если побеждает другой персонаж, то изобретённое Брейном тело преследует своего же создателя и Пинки, в то время как птицы также спасаются бегством (хотя причина этого не показана). Затем сцена показывает, как персонаж-победитель получает трофей.
| Иноязычные издания | Иноязычные издания |
| Издание            | Оценка             |
| ------------------ | ------------------ |
| AllGame            | [ 2 ]              |
| EGM                | 6,125/10           |
| IGN                | 7,1/10             |
| OPM                | [ 5 ]              |

## Критика
Игра Animaniacs: Ten Pin Alley получила оценку 7,1/10 от сайта IGN, который раскритиковал его сложность.